# Acidocerinae
Acidocerinae (лат.) — подсемейство жуков-водолюбов (Hydrophilidae). Около 500 видов.
Их можно найти в самых разных средах, охватывающих почти весь спектр местообитаний, встречающихся у Hydrophilidae в целом, включая полностью водные среды, такие как пруды, ручьи и окраины рек, гигропетрические среды обитания, такие как выходы горных пород и наземные ниши, например гниющие фрукты.

## Распространение
Космополитная группа, встречаются повсеместно. Большинство видов представлены в тропиках: Ориентальная область (209), Афротропика (148), Неотропика (146), Палеарктика (40), Австралазия (27), Неарктика (4).

## Описание
Жуки-водолюбы мелких и средних размеров, длина тела от 1,1 до 14,0 мм (самые мелкие из них это жуки рода Nanosaphes — от 1,1 до 1,4 мм; самые крупные это (Colossochares — до 14 мм). В усиках от 8 до 9 члеников. Формула лапок всегда равна 5-5-5. В общих чертах ацидоцерины можно очень грубо сгруппировать по размеру: большинство родов в группе Helochares имеют размер более 4 мм, тогда как Agraphydrus, Chasmogenus, Crephelochares, Primocerus и другие представители группы Tobochares меньше 4,5 мм. Тело обычно овальное с параллельными сторонами, иногда немного шире спереди или сзади; оно также может быть довольно уплощенным дорсовентрально (например, Helobata, Peltochares, Helopeltarium) или сильно выпуклым (например, Globulosis, Colossochares, Radicitus), но в целом умеренно выпуклое. Очертания тела при виде сверху непрерывны (не прерываются между переднеспинкой и надкрыльями), когда особи находятся в естественном положении покоя. Цвет тела варьирует от очень бледного (желтоватого) до тёмно-коричневого (кажется почти чёрным), и обычно он однороден по дорсальной поверхности тела, хотя иногда края переднеспинки и надкрылий могут быть немного бледнее диска. Вентральная поверхность тела и придатки (или части придатков) обычно бледнее спины. У Batochares и Helobata есть чередующиеся области более темной и более светлой окраски вдоль надкрылий, что придает особям пятнистый вид. У некоторых видов Nanosaphes разные области тела (голова, переднеспинка, надкрылья) имеют разную окраску; у некоторых видов Tobochares боковые края наличника светлее.
Единственный известный вид семейства водолюбов без глаз (Troglochares ashmolei Spangler) — представитель Acidocerinae. Глаза варьируют по форме от субквадратных до овальных и обычно среднего размера, хотя у некоторых видов глаза относительно маленькие (например, Primocerus ocellatus Girón & Short, Tobochares microps Girón & Short). Существует только один известный род ацидоцеринов, у которых глаз полностью разделяется на дорсальную и вентральную стороны (Quadriops).
Статья, обобщающая имеющуюся информацию о кариотипах жуков-водолюбов, была недавно опубликована Angus et al. (2020). Согласно этим данным у шести исследованных видов Acidocerinae диплоидное число хромосом составляет 2n = 18.

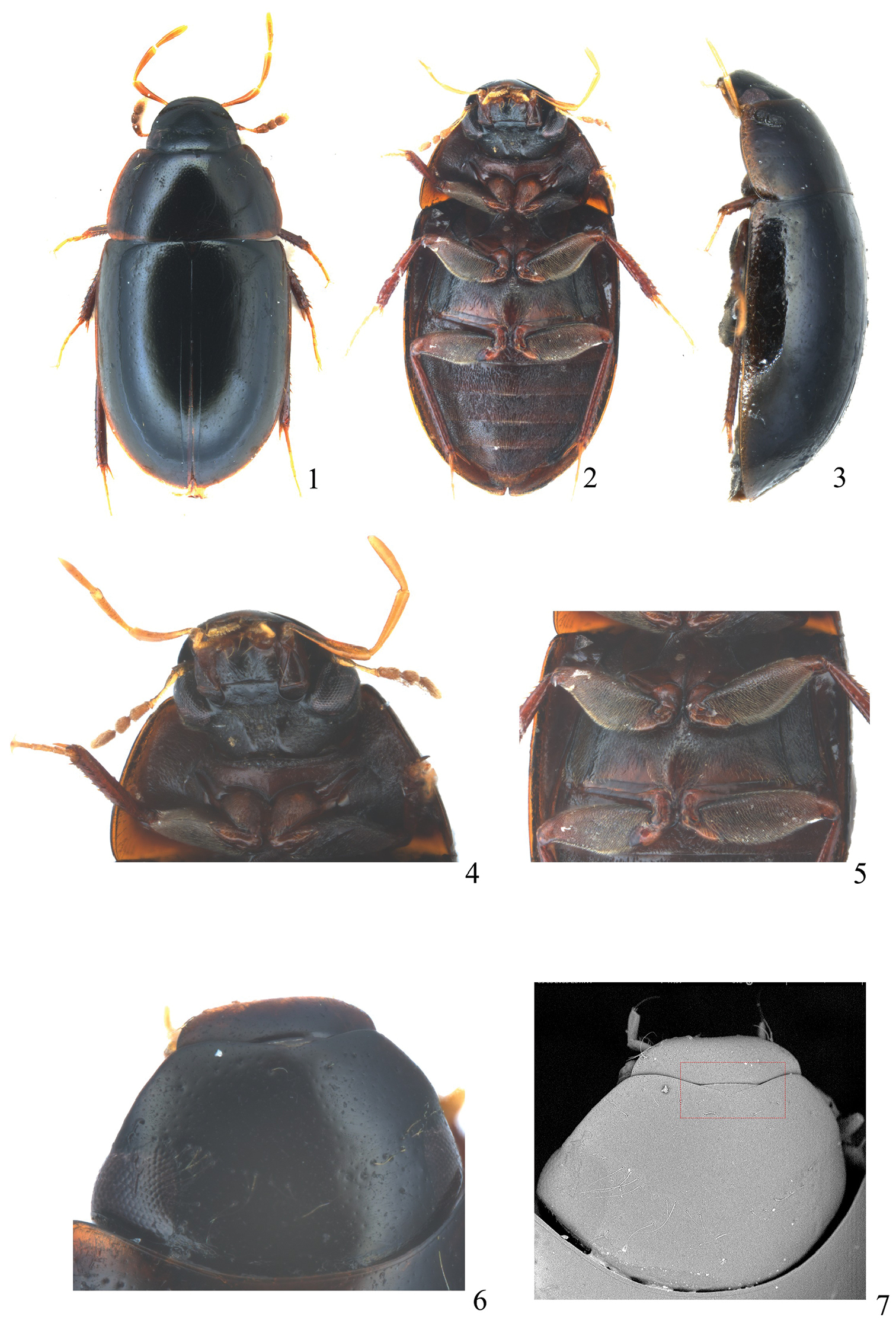
Chasmogenus parorbus
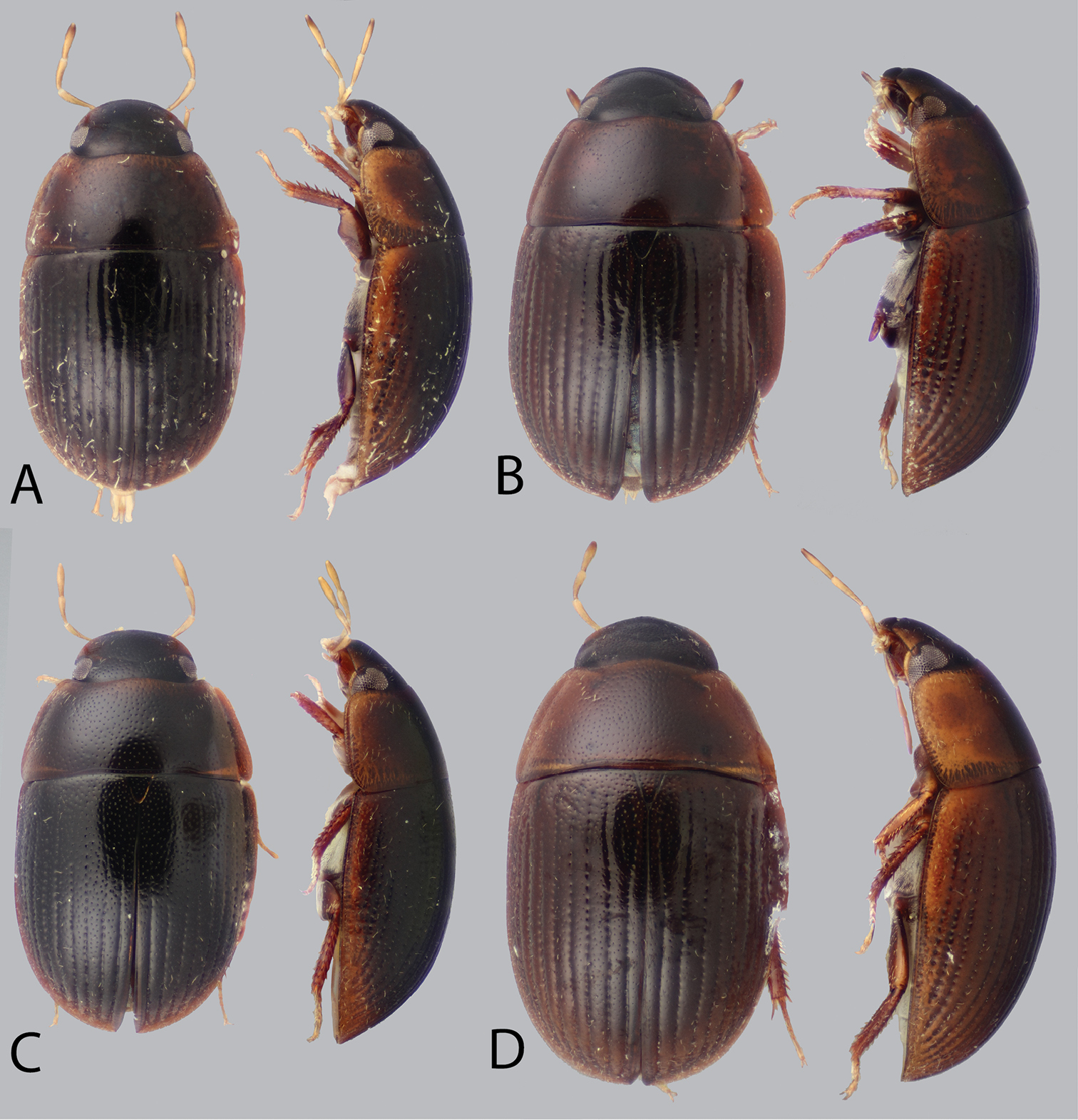
A Tobochares sulcatus, B T. striatus, C T. sipaliwini, D T. kusad
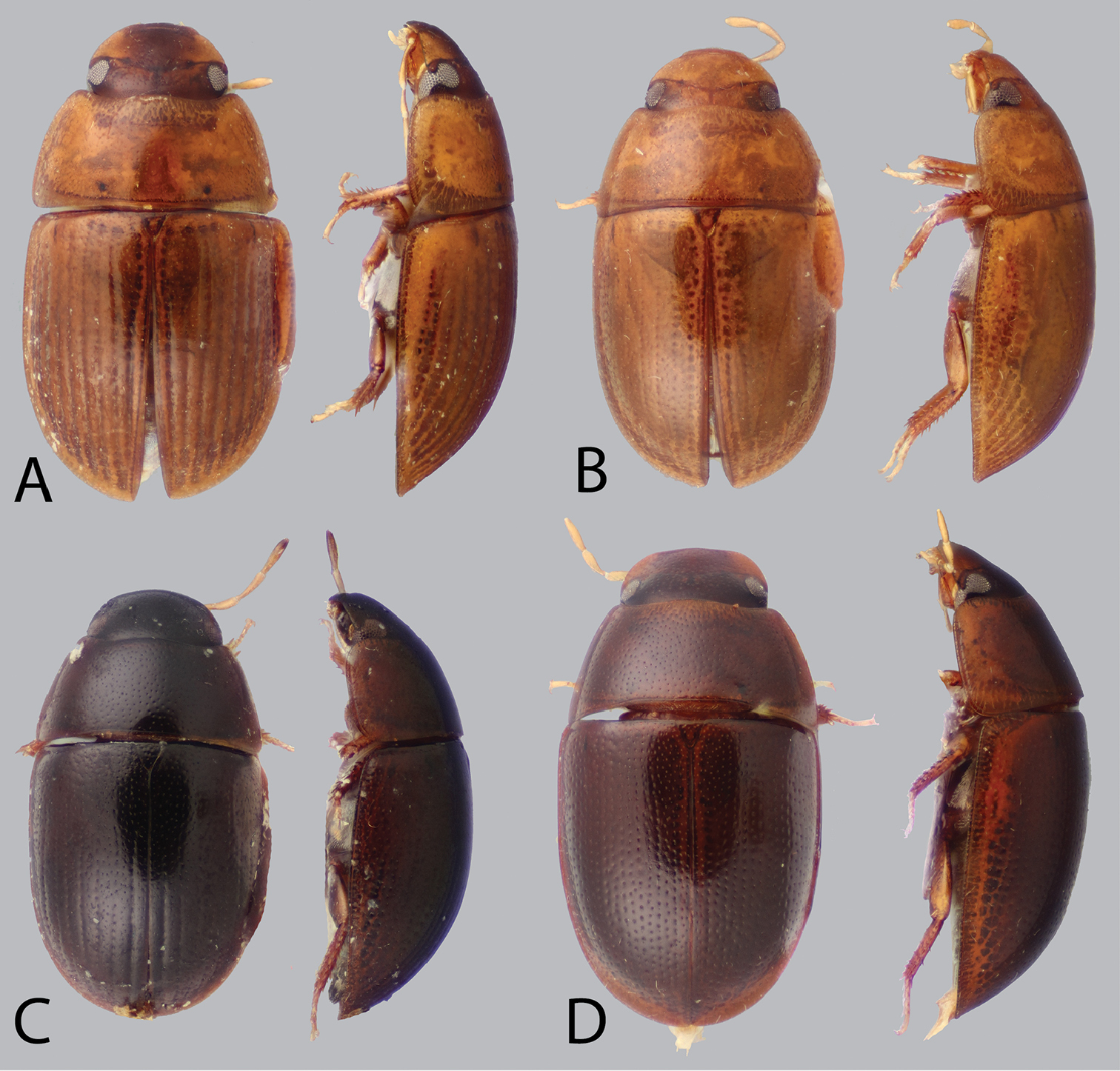
A Tobochares canaliculatus, B T. pallidus, C T. kasikasima, D T. canthus
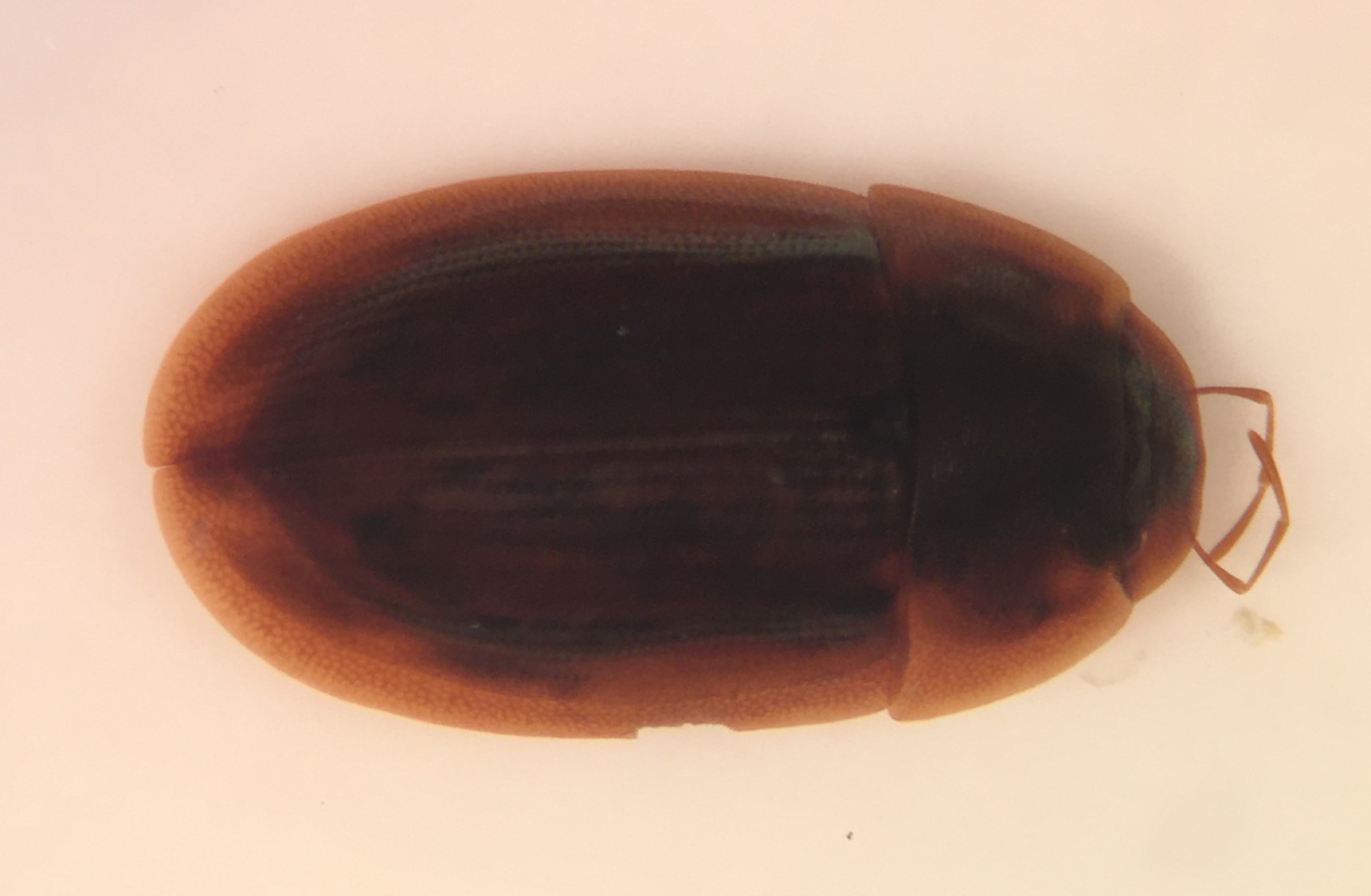
Helobata larvalis

## Биология и экология
Жуки этого подсемейства, как правило, плохо плавают, даже те, которые чаще всего встречаются в прудах и ручьях. В основном они перемещаются по своей среде обитания, цепляясь и ползая по субстратам из подводного детрита и растительности. Открытые, обнаженные непроточные среды обитания, такие как мелкие болота, края прудов и засаженные растительностью канавы, возможно, считаются наиболее «классическими» средами обитания ацидоцерин. Это включает в себя в основном маловодные окраины и плавающие макрофиты крупных рек. Большинство ацидоцерин встречается на мелководных и краевых участках или в районах с обильной надводной растительностью или детритом. Поскольку они цепляются или ползают по водным растениям, их нельзя найти в глубокой воде или в местах, лишенных большого количества детрита или растительности, в которых можно спрятаться или цепляться за них. Это обычная среда обитания для многих видов Helochares и Novochares, а также почти исключительная среда обитания Sindolus и Helobata. Другие роды, такие как Chasmogenus, Crephelochares и Agraphdyrus в основном встречаются в других местообитаниях. In the Neotropics, this is the most common habitat for species of Novochares and Chasmogenus. В Неотропиках стоячие водные среды обитания, такие как лесные водоёмы и мелкие болота наиболее обычное место обитания видов Novochares и Chasmogenus.
Покрытые растительностью окраины ручьёв небольшого и среднего размера, особенно в тропических лесах, являются предпочтительной средой обитания для ряда родов, включая Globulosis, Crucisternum, Nanosaphes и Aulonochares. Другие роды, такие как Helochares, Novochares, Katasophistes и Agraphydrus, также имеют таксоны, встречающиеся здесь. Песчаные и гравийные края ручьёв также являются обычными средами обитания некоторых видов ацидоцерин. В Северной и Центральной Америке эти песчаные окраины часто являются домом для Helochares normatus (LeConte). В Южной Америке некоторые виды Chasmogenus распространены в этих местообитаниях, особенно в предгорьях Анд.
Просачивающиеся гигропетрические среды обитания включают в себя разнообразный набор микроструктур, которые обычно характеризуются тонкими водяными плёнками, текущими или просачивающимися по каменистому субстрату. Эти места обитания чаще всего встречаются в связи с реками и ручьями (и связаны с ними), например, в зонах затуманивания или ручейков, прилегающих к водопадам, или там, где ручьи текут над скальными пространствами или вблизи них. Роды Tobochares, Ephydrolithus, Radicitus и Primocerus почти исключительно встречаются в фильтрационных местообитаниях. Многие другие роды имеют по крайней мере одного специалиста по гигропетрии, включая Agraphydrus (множество видов), Katasophistes (K. merida Girón & Short) и Chasmogenus (C. cremnobates (Spangler)).
Наземные среды обитания среди Acidocerinae редки, однако, несколько родов содержат по крайней мере один вид, который был найден в наземных условиях. Все виды Quadriops известны или подозреваются в том, что они полностью наземные (Girón and Short 2017). Один вид, Q. clusteria Girón & Short, надежно обнаружен в гниющих плодах плодов Clusia (род двудольных мальпигиецветных растений семейства Клузиевые), тогда как Q. reticulatus Hansen был собран из соковых потоков свежесрубленных деревьев. Некоторые виды Agraphydrus также предположительно наземные и были собраны из нескольких проб просеянной подстилки тропического леса. Кроме того, Tobochares fusus Girón & Short был собран как из разных мест обитания, так и из гниющих плодов Clusia, что позволяет предположить, что он может иметь широкую экологическую нишу (Girón and Short 2021a).
Другие необычные места обитания. Слепой род Troglochares известен только из одной пещеры в Эквадоре, где он был найден цепляющимся за сталактит. Некоторые виды Agraphydrus (например, A. hanseni (Satô & Yoshitomi)) связаны с гравийными окраинами устьевых рек (Satô and Yoshitomi 2004), однако неизвестно, в какой степени они могут терпимо относиться к солености.
Самки откладывают от 18 (Crephelochares nitescens (Fauvel)) до 103 яиц (Novochares pallipes (Brullé)). В ходе экспериментов по выращиванию было описано, что личинки, выходящие из яичных мешочков, переносимых самками, кажутся личинками, выходящими в сторону воздушного пузыря матери, чтобы захватить свой первый воздушный пузырь. Для Crephelochares nitescens было описано, что самки откладывают яйца в полости, построенные во влажной почве. Было описано, что личинки Sindolus talarum перфорируют и проникают в аэренхиму Spirodella intermedia (Araceae) и некоторое время остаются в тканях растений, очевидно, дыша воздухом, имеющимся в тканях растений.

## Палеонтология
Описано пять ископаемых видов из подсемейств Acidocerinae (один из них неоднозначно). Четыре из них — окаменелости, одна из Австралии и три из Китая. Пятая окаменелость — это включение балтийского янтаря из Польши, которое было отнесено к существующему роду (Helochares fog Arriaga-Varela, Brunke, Girón & Fikáček). Еще одна фоссилия, Cretocrenis burmanicus Fikáček, Minoshima, Komarek, Short, Huang и Cai из бирманского янтаря (около 99 млн лет), была официально размещена в Anacaenini, хотя она имеет некоторое внешнее сходство с Acidocerinae (Fikáček et al., 2017).
- Alegorius yixianus  Fikáček, Prokin, Yan, Yue, Wang, Ren & Beattie, 2014 — мел[10]
- Helochares fog  Arriaga-Varela, Brunke, Girón & Fikáček, 2019 — олигоцен[8]
- Hydroyixia elongata  Fikáček, Prokin, Yan, Yue, Wang, Ren & Beattie, 2014 — мел[10]
- Hydroyixia latissima  Fikáček, Prokin, Yan, Yue, Wang, Ren & Beattie, 2014 — мел[10]
- Protochares brevipalpis  Fikáček, Prokin, Yan, Yue, Wang, Ren & Beattie, 2014 — юра[10]

## Систематика
Подсемейство Acidocerinae занимает ключевое положение в эволюционной истории и в более широкой экологической эволюции жуков-водолюбов, поскольку они дивергировали после преимущественно водных Hydrophilinae, Chaetarthriinae и Enochrinae, одновременно являясь сестринской группой по большей части наземным Cylominae + Sphaeridiinae. До 2013 года рассматривались в ранге трибы Acidocerini или подтрибы Acidocerina в составе других подсемейств или вне них отдельно в семействе Hydrophilidae. Одновременно с поднятием на уровень подсемейства, три их бывших рода — Enochrus Thomson, Cymbiodyta Bedel, Helocombus Horn — были выделены в новое подсемейство Enochrinae. В 1997 и 2004 годах два вида (Horelophopsis avita Hansen, 1997 и Horelophopsis hanseni Satô & Yoshitomi, 2004) были выделены в отдельное подсемейство Horelophopsinae Hansen, 1997 (Horelophopsis Hansen, 1997), которое в 2021 году после молекулярного анализа филогении синонимизировали с Acidocerinae.
В составе Acidocerinae выделяют 23 рода и более 540 видов и это третье по численности подсемейство водолюбов (после Hydrophilinae and Sphaeridiinae). Вместо триб выделяют пять групп родов: группа Primocerus  (включает только один род Primocerus); группа Helochares (Helochares, Colossochares, Batochares, Aulonochares, Peltochares, Helobata, Radicitus, Sindolus, Novochares), группа Agraphydrus (один род Agraphydrus), группа Chasmogenus (Chasmogenus, Crephelochares) и группа Tobochares (Katasophistes, Ephydrolithus, Globulosis, Quadriops, Nanosaphes, Crucisternum, Tobochares). Два крупнейших рода включают большинство видов подсемейство: Agraphydrus включает более 200 видов и Helochares — около 160 (по данным каталога на 2021 год).

### Классификация
- Acidocerus Klug, 1855 (1 вид)
- Agraphydrus Régimbart, 1903 (200)[15][16][17][18][19]
- Aulonochares Girón & Short, 2019 (3)
- Batochares Hansen, 1991 (3)
- Chasmogenus Sharp, 1882 (33)
- Colossochares  Girón & Short, 2021 (2)
- Crephelochares  Kuwert, 1890 (29)
- Crucisternum  Girón & Short, 2018 (7)
- Ephydrolithus  Girón & Short, 2019 (5)
- Globulosis  García, 2001 (2)
- Helobata  Bergroth, 1888 (13)
- Helochares  Mulsant, 1844 (159)
- Helopeltarium  d’Orchymont, 1943 (1 вид)
- Katasophistes  Girón & Short, 2018 (4)
- Nanosaphes  Girón & Short, 2018 (4)
- Novochares  Girón & Short, 2021 (15)
- Peltochares  Régimbart, 1907 (9)
- Primocerus  Girón & Short, 2019
- Quadriops  Hansen, 1999 (6)
- Radicitus  Short & García, 2014 (3)
- Sindolus  Sharp, 1882 (8)
- Tobochares  Short & García, 2007 (24)
- Troglochares  Spangler, 1981 (1 вид)